# Liste de festivals de musique électronique
Vous pouvez aider à l'améliorer ou bien discuter des problèmes sur sa page de discussion.
- Il ne cite pas suffisamment ses sources. Vous pouvez indiquer les passages à sourcer avec {{référence nécessaire}} ou {{Référence souhaitée}}, et inclure les références utiles en les liant aux notes de bas de page. (Marqué depuis décembre 2018)
- Il doit être recyclé. La réorganisation et la clarification du contenu sont nécessaires. (Marqué depuis décembre 2018)

- Archive Wikiwix
- Bing
- Cairn
- DuckDuckGo
- E. Universalis
- Gallica
- Google
- G. Books
- G. News
- G. Scholar
- Persée
- Qwant
- (zh) Baidu
- (ru) Yandex
- (wd) trouver des œuvres sur Wikidata

Liste de festivals dont la programmation est entièrement ou majoritairement orientée en musique électronique.

## Pays

### Afrique du Sud
- Ultra South Africa

### Algérie
- Festival Of Colors Algeria - Bejaia
- Electric Bivouac Festival - Taghit
- Blackout Festival - Alger

### Allemagne
- Airbeat One - Neustadt-Glewe
- Berlin Atonal - Berlin
- Echelon - Bad Aibling
- Fusion Festival - Lärz
- Ikarus - Memmingerberg
- Kamehameha - Offenbourg
- Love Parade - Berlin
- Mayday - Dortmund
- Melt! festival - Gräfenhainichen
- Midsommar Festival - Leipzig
- Nation of Gondwana - Berlin
- Nature One - Kastellaun
- New Horizons Festival - Nürburg
- Open Beatz Festival - Herzogenaurach
- Parookaville - Weeze
- Psychedelic Experience Festival - Rüthen
- Ruhr in Love - Oberhausen
- Sea You Festival - Fribourg-en-Brisgau
- SonneMondSterne - Saalburg-Ebersdorf
- Time Warp - Mannheim
- Utopia Island - Moosburg an der Isar
- WinterWorld[1] - Karlsruhe
- World Club Dome - Francfort

### Australie
- Pitch Music & Arts - Moyston

### Autriche
- Electric Love (en) - Salzbourg
- Nu Forms (Anciennement Urban Art Forms Festival (de)) - Wiesen
- Rave on Snow - Saalbach-Hinterglemm
- Snowbombing - Mayrhofen

### Belgique
- Fcknye Festival - Bruxelles
- Beachland - Blankenberge
- Bozar Electronic Arts Festival - Bruxelles
- Brussels Electronic Marathon - Bruxelles
- Extrema Outdoor Belgium - Houthalen-Helchteren
- Hart Festival - Gand
- I Love Techno - Gand
- Legacy Festival - Mol
- Listen ! - Bruxelles
- No Man's World Desert Festival - Mont-Saint-Guibert
- Ostend Beach Festival - Ostende
- Paradise City - Steenokkerzeel
- Rampage - Anvers
- Rampage Open Air - Lommel
- Summer Festival - Anvers
- Tomorrowland - Boom
- The Qontinent - Wachetebeke
- Wecandance - Zeebruges

### Brésil
- Universo Parallelo - Ituberá

### Canada
- Akousma - Montréal
- Bal en blanc - Montréal
- Eclipse Festival (en) - Sainte-Thérèse-de-la-Gatineau
- Electric Island - Îles de Toronto
- Le Festif! - Baie-Saint-Paul
- Igloofest - Montréal
- Illusion Festival[2] - Montréal
- ÎleSoniq[3] - Montréal
- C.o.m.a. Montréal Electronoise Festival - Montréal
- Mutek - Montréal
- Piknic Électronik - Montréal
- Shambhala (music festival) (en) - Kootenay
- World Electronic Music Festival (en) - Toronto
- Festival Avant-Garde - Québec

### Chili
- Festival Primavera Fauna - Santiago

### Croatie
- Barrakud - Novalja
- Black Sheep Festival - Novalja
- Defected Croatia - Tisno
- Dimensions Festival - Pula
- Hard Island - Novalja
- Hideout Festival - Novalja
- Movement Croatia - Tisno
- Outlook festival (en) - Pula
- Sonus Festival - Novalja
- Ultra Europe (en)

### Espagne
- Aquasella - Arriondas
- A summer story - Arganda del Rey
- Barcelona Beach Festival - Barcelone
- Delirium - Bareyo
- DGTL Festival - Barcelone
- DreamBeach - Villaricos
- ElectroSplash - Vinaròs
- Festival international de Benicàssim - Benicàssim
- IR BCN - Barcelone
- Medusa Sunbeach Festival - Valencia
- Monegros Désert Festival - Fraga
- Off Week Festival[4] - Barcelone
- Sónar - Barcelone

### États-Unis
- Burning Man - Black Rock
- Electric Daisy Carnival - Las Vegas
- Electric Forest - Grant Township
- Electric Zoo - New York
- Even Furthur - Wisconsin
- Lost Lands Music Festival - Thornville
- Movement / Detroit's Electronic Music Festival (DEMF) / Fuse-In, 2000 - Détroit
- Nocturnal Festival (en) - San Bernardino
- Spring Awakening (festival) (en) - Chicago
- Storm Rave, début des années 1990 - New York
- The San Francisco Tape Music Festival - San Francisco
- Together as One (festival) (en) - Los Angeles
- Ultra Music Festival - Miami
- Winter Music Conference - Miami
- Zoolu, 1994 - La Nouvelle-Orléans

### Finlande
- Weekend Festival (en) - Helsinki

### France
- 1001 Bass Music Festival[5] - Saint-Étienne
- Acontraluz[6] - Marseille
- Astropolis - Brest
- Bains numériques[7] - Enghien-les-Bains
- Baleapop[8] - Saint-Jean-de-Luz
- Bel Air Festival[9] - Saint-Araille (Occitanie)
- Big Love[10] - Rennes
- Brenn' Storming - Rosnay (Indre)
- Le Bon Air[11] - Marseille
- Calvi on the Rocks - Calvi
- Capsule Festival[12] - Lamballe
- Château perché - Lieux divers
- Cocorico Electro[13],[14] - La Ferté-Saint-Aubin
- Contre-Temps - Strasbourg
- Delta Festival[15] - Marseille
- Dernier Cri[16] - Montpellier
- Don Jigi Fest[17] - Vitré
- Dream Nation[18] - Aubervilliers
- Dystopia Festival[19] - La Roche sur Yon
- Echap[20] - Quimperlé
- Electro Alternativ[21] - Toulouse
- Electrobeach Music Festival - Le Barcarès
- Electrobotik Invasion[22] - Bagnols-sur-Cèze
- Electrodocks - Le Port (La Réunion)
- Electroland[23] - Marne-la-Vallée
- Electro Léo[24] - Alençon
- ELECTROLAPSE - St Sorlin en Valloire
- Electropicales[25] - Saint-Denis
- Elektric Park Festival (anciennement Inox Park) - Chatou
- Elements Mountain Festival[26] - La Salvetat-sur-Agout
- Epidemic Experience[27] - Sélestat
- Ethereal Decibel Festival[28] - Hénon
- Évasion Festival[29] - Vaulx-en-Velin
- E-Wax Festival - Les Avanchers-Valmorel
- Family Piknik[30] - Montpellier
- Festival Maintenant - Rennes
- Fun Radio Ibiza Experience (anciennement Starfloor) - Paris
- Hadra Trance Festival - Vieure
- Halloween Festival - Aubervilliers
- HardKaze Festival[31] - Toulon
- Hard Mess Festival - Guéret
- Hope Music Festival - Toulouse
- Hors Bord[32]  - Bordeaux
- Hypnotik[33] - Lyon
- I Love Techno - Montpellier
- IMPACT[34] - Marseille
- Insane Festival[35] - Avignon
- Iode Music Festival[36] - Noirmoutier-en-l'Île
- Jack in The Box[37] - Marseille
- Kolorz Festival[38] - Carpentras
- La Calypso[39] - Canet-en-Roussillon
- Le Jardin Électronique[40] - Lille
- Le Jardin D'Hiver[41] - Lille
- Le SIRK Festival [42]- Dijon
- Les Électros d'Uzès[43] - Uzès
- Les Nuits de la Filature[44] - Saint-André-lez-Lille
- Les Nuits électroniques de l'Ososphère - Strasbourg
- Les Plages électroniques - Cannes
- Les Siestes électroniques - Toulouse
- Lives au Pont[45] - Vers-Pont-du-Gard
- Made Festival[46] - Rennes
- Marathon[47] ! - Paris, Vanves
- Marsatac - Marseille
- Martizik Electropical Festival - Sainte-Anne
- Marvellous Island[48] - Torcy
- Metz Electronique Festival[49] - Metz
- Modern Festival[50] - Angers
- Monticule Festival[51] - Saint-Jean-de-Laur
- Mood Festival[52] - Caen
- N.A.M.E festival (Nord art musique électronique) - Lille
- Nördik Impakt - Caen
- Nuits sonores - Lyon
- Opex Festival[53] - Roubaix
- Paco Tyson[54] - Nantes
- Panoramas - Morlaix
- Paris Dub Session - Paris
- Pharaonic Festival[55] - Chambéry
- Pitchfork Music Festival - Paris
- Platja Electronic Festival[56] - Canet-en-Roussillon
- Positive Education Festival - Saint-Étienne
- Positiv Festival[57] - Théatre Antique d'Orange (84)
- Présences électronique - Paris
- Psymind[58] - Marseille
- REG (Réunion Electronik Groove) - Saint-Paul
- Reperkusound[59],[60] - Villeurbanne
- Résonance[61] - Avignon
- Roscella Bay[62] - La Rochelle
- Scopitone - Nantes
- Snowboxx[63] - Avoriaz
- So Good Fest[64] - Canéjan
- Solar Funtasy[65] - Luçay-le-Mâle
- Son Libre[66] - Collias
- Spring[67] - Concarneau
- Start Festival[68] - Lyon
- Stereoparc Festival[69] - Rochefort
- Summer Festival - Marseille
- Summer Vibes Festival - Fréjus
- Télérema Dub Festival[70] – Lieux divers
- The N'Joy Festival - Sèvremont
- The Peacock Society[71] - Paris
- Tilliacum Festival[72] - Teillé
- Tomorrowland Winter - Huez
- Touquet Music Beach[73] - Le Touquet-Paris-Plage
- Transient[74] - Paris
- Treesome Festival[75],[76],[77] - Saint-Quentin-en-Yvelines
- Visions[78] - Plougonvelin
- WeAre Together[79] ! - Marseille
- Weather Festival - Paris
- Wee[80]! - Poitiers
- Widen Festival - Bastia
- World Trance Winter - Avignon

### Géorgie
- GEM Fest - Anaklia

### Grèce
- Reworks - Thessalonique

### Hongrie
- Balaton Sound - Zamárdi
- B my Lake - Zamárdi
- O.Z.O.R.A. Festival - Ozora
- Solar United Natives - Nógrád

### Irlande
- Life Festival (en) - Mullingar
- Metropolis - Dublin

### Italie
- Club to Club - Turin
- Crime fest - Gallipoli
- Design Week Festival - Milan
- Djoon Experience Sicily - Palerme
- Kappa Future Festival - Turin
- More Festival - Venise
- Music Inside Festival - Rimini
- Nameless Music Festival - Annone di Brianza
- Sonica Dance Festival - Meduno

### Malte
- Glitch Festival - Mdina
- The Sound You Need

### Maroc
- Oasis Festival - Marrakech
- MOGA - Essaouira
- Sismix - Marrakech

### Mexique
- Electric Daisy Carnival - Mexico
- Festival Electro Colectivo - Mexico
- Festival Ometeotl - Morelos
- The BPM Festival - Playa del Carmen
- WiSH Outdoor - Monterrey

### Pays-Bas
- Amsterdam Dance Event - Amsterdam
- Amsterdam Music Festival - Amsterdam
- A state of trance - Utrecht
- Awakenings - Amsterdam
- Dance Valley (en) - Spaarnwoude
- Decibel Outdoor - Hilvarenbeek
- Defqon.1 - Biddinghuizen
- Dekmantel - Amsterdam
- DGTL Festival - Amsterdam
- Dominator - Eersel
- Free your mind - Arnhem
- Ground Zero Festival - Bussloo
- Indian Summer Festival (nl) - Langedijk
- Intents Festival - Oisterwijk
- Magneet Festival - Amsterdam
- Mystery Land - Haarlemmermeer
- Psy-Fi - Leeuwarden
- Rotterdam Rave Festival - Rotterdam
- Soenda - Utrecht
- SXM Festival - Saint-Martin
- The Flying Dutch
- Welcome to the Future - Amsterdam

### Pologne
- Audioriver (pl) - Płock
- Unsound Festival (en)[81] - Cracovie

### Portugal
- Boom Festival - Idanha-a-Nova
- Festival Forte - Montemor-o-Velho
- Les Plages Électroniques - Lisbonne
- LISB-ON - Lisbonne
- Neopop Festival (Anciennement Anti-Pop Music Festival) - Viana do Castelo

### Roumanie
- Untold Festival - Cluj-Napoca

### Royaume-Uni
- Bang Face (en) Weekender - Southport
- BoomTown - Winchester
- Celtronic - Derry
- Creamfields - Daresbury
- Riverside Festival - Glasgow
- The Social Festival - Maidstone
- AVA Festival - Belfast

### Russie
- Alfa Future People Festival (en) - Nijni Novgorod

### Serbie
- Apgrade Weekend - Belgrade
- Lovefest - Vrnjačka Banja

### Singapour
- ZoukOut (en) - Singapour

### Suède
- Department Festival - Stockholm
- Summerburst Festival (sv)

### Suisse
- Antigel Festival - Genève
- Basse Culture Festival - Neuchâtel
- Burning Mountain Festival - Grisons
- Caprices Festival - Crans-Montana
- Chocolate Festival - Lausanne
- Electron Festival - Genève
- Electrosanne - Lausanne
- Electrozîles - Sion
- Fête des étudiants Valais - Sion
- Festival Balélec, Lausanne
- La Superette - Neuchâtel
- Les Digitales - Berne, Lucerne, Porrentruy, La Chaux-de-Fonds, Zürich, Bienne
- Lethargy Festival, Zürich
- Polaris Festival - Verbier
- Shankra Festival - Grisons
- Sonic, Soleure
- Street Parade - Zürich
- Wintersound Festival - Delémont
- Zbeul Festival - Genève

### Tunisie
- Les Dunes électroniques - Nefta

### Viêt Nam
- Epizode Festival[82],[83] - Phú Quốc

## Itinérants / Tournées
- Earthdance
- Into the Valley, Into the Factory, etc.
- Piknic Électronik
- Sensation
- The Flying Dutch - Pays-Bas
- Tomorrowland
- Ultra Music Festival
- Unsound Festival (en)
- Weekend Festival (en), Weekend Festival Baltic (en), etc. - Europe
- WiSH Outdoor

## Disparus
- Tunnel Rave, 1995–2001